# Batavus Pro Race 2009
La Batavus Pro Race 2009, sesta edizione della corsa, valida come evento dell'UCI Europe Tour 2009 categoria 1.1, si svolse il 13 maggio 2009 su un percorso di circa 214,1 km. Fu vinta dall'olandese Kenny van Hummel, che terminò la gara in 5h 16' 06" alla media di 40,639 km/h.
Alla partenza erano presenti 118 ciclisti, dei quali 50 portarono a termine il percorso.

## Ordine d'arrivo (Top 10)
| Pos. | Corridore           | Squadra        | Tempo    |
| ---- | ------------------- | -------------- | -------- |
| 1    | Kenny van Hummel    | Skil-Shimano   | 5h16'06" |
| 2    | Maarten Neyens      | Topsport Vl.   | s.t.     |
| 3    | Bart Vanheule       | Topsport Vl.   | s.t.     |
| 4    | Alex Rasmussen      | Saxo Bank      | s.t.     |
| 5    | Graeme Brown        | Rabobank       | s.t.     |
| 6    | Tom Veelers         | Skil-Shimano   | s.t.     |
| 7    | Baden Cooke         | Vacansoleil    | s.t.     |
| 8    | James Vanlandschoot | Verandas Will. | s.t.     |
| 9    | Roy Curvers         | Skil-Shimano   | s.t.     |
| 10   | Michael Reihs       | Designa Køkk.  | s.t.     |